# Heinrich Aldegrever

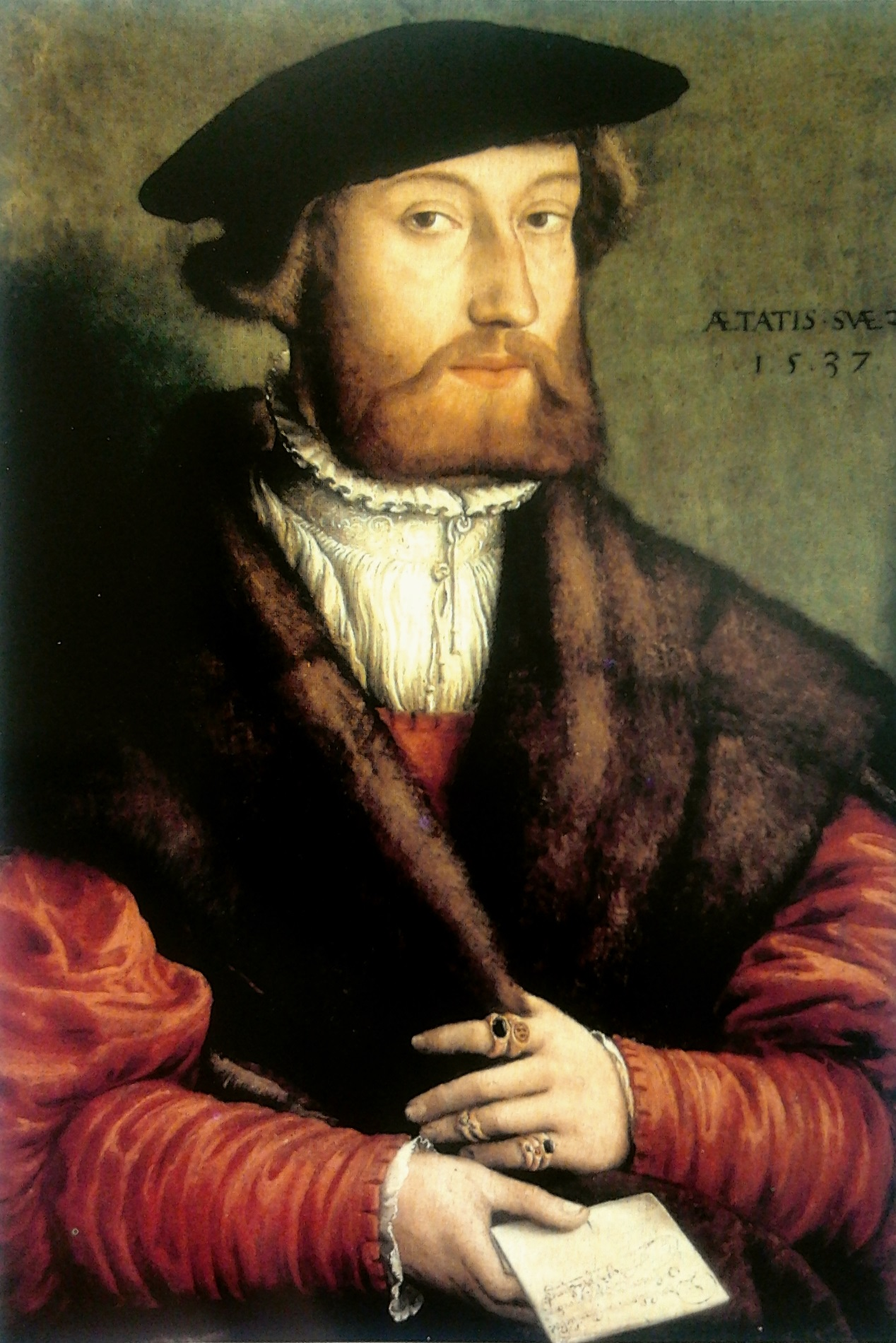
Portret Georga Ferbera (1537)

Heinrich Aldegrever, właśc. Heinrich Trippenmecker (ur. w 1502 w Paderborn zm. po 1555 w Soest) – niemiecki malarz, grafik, rysownik i złotnik epoki renesansu zaliczany do tzw. małych mistrzów.

## Życie
Naukę pobierał u gotyckiego mistrza z Westfalii. Podróżował do Niderlandów. Ok. 1525 zamieszkał w Soest.  Związany był z reformacją wykonując ryciny (portrety Lutra i Melanchtona) i ulotki.

## Twórczość
Jego głównym dziełem malarskim jest Ołtarz Maryjny (skrzydła i predella) w Wiesenkirche w Soest. W 1531 zajął się głównie grafiką. Uprawiał przede wszystkim miedziorytnictwo, tworząc cykle graficzne o tematyce rodzajowej, mitologicznej, a zwłaszcza ornamentalnej. Zachowało się ok. 300 miedziorytów wykazujących wpływy sztuki graficznej Albrechta Dürera, Lucasa van Leydena i Marcantonia Raimondiego.

## Wybrane dzieła
- Pokłon Trzech Króli - ok. 1526, 184 x 117 cm, Sta Maria zur Wiese, Soest (kwatera skrzydła ołtarza)
- Portret grafa Philippa III von Waldeck - 1535, Residenzschloss, Arolsen
- Portret Georga Ferbera - 1537, 62,5 × 44,5 cm, Muzeum Pałacu Króla Jana III w Wilanowie, Warszawa
- Lot i jego córki - 1555, Muzeum Sztuk Pięknych w Budapeszcie
- Ukamienowanie dwóch starców (z historii Zuzanny)  - śr. 13 cm, Gemäldegalerie, Berlin (malarska kopia miedziorytu)

## Wybrane grafiki
- Nieumiarkowanie - 1526, 8,1 x 6,3 cm
- Portret anabaptysty Jana z Lejdy - 1526, 27,2 x 25,3 cm
- Orfeusz i Eurydyka - 1528, 7.8 x 5,2 cm
- Medea i Jazon - 1929, 11,6 x 7,4 cm
- Tańce weselne (8 miedziorytów) -  1538, 5,4 x 3,8 cm
- Portret Lutra - 1540, 17,3 x 13,1 cm
- Portret Filipa Melanchtona - 1540, 17,3 x 12,6 cm
- Historia pierwszych ludzi (6 miedziorytów) - 1540, 8,7 x 6,2 cm
- Czyny Herkulesa (13 miedziorytów) - 1550, 9,3 × 6,6 cm
- Zwiastowanie - 1553, 10,9 x 6,9 cm
- Zuzanna i starcy - 1555, 11,3 × 8 cm